# Saint-Georges-le-Fléchard
Saint-Georges-le-Fléchard ist eine französische Gemeinde mit 378 Einwohnern (Stand: 1. Januar 2022) im Département Mayenne in der Region Pays de la Loire. Sie gehört zum Arrondissement Mayenne und zum Kanton Meslay-du-Maine. Die Einwohner werden Fléchardais genannt.

## Geographische Lage
Saint-Georges-le-Fléchard liegt etwa 19 Kilometer ostsüdöstlich von Laval und etwa 53 Kilometer westnordwestlich von Le Mans. Umgeben wird Saint-Georges-le-Fléchard von den Nachbargemeinden Soulgé-sur-Ouette im Nordwesten und Norden, Vaiges im Norden und Osten, La Bazouge-de-Chemeré im Südosten und Osten sowie Bazougers im Südwesten und Westen.

## Bevölkerungsentwicklung
| Jahr                       | 1962 | 1968 | 1975 | 1982 | 1990 | 1999 | 2006 | 2019 |
| Einwohner                  | 224  | 200  | 140  | 152  | 189  | 237  | 300  | 392  |
| Quellen: Cassini und INSEE |      |      |      |      |      |      |      |      |

## Sehenswürdigkeiten

Kirche Saint-Georges

- Kirche Saint-Georges